# 삼영이엔씨
삼영이엔씨 주식회사는 대한민국의 해양 전기통신 장비 기업이다.

## 시장 점유율
Raymarine, Humminbird, Lowrance, Simrad, B&G, Magellan, Murphy, Naviop, Northstar, Samyung ENC, Sitex, TwoNav, Furuno, Geonav 등 여러 업체가 경쟁하는 해양 전자 산업에서 선도 기업 중 하나이다. 제품군에는 고주파 라디오, GPS 플로터 및 고주파 송수신기가 있다.

## 논란
창업주 황원 전 대표가 병환으로 경영일선에서 물러난 뒤 남매 사이인 황재우 대표와 황혜경 전 대표 간에 경영권 분쟁이 진행중에 있다.

## 주해
1. ↑  현재 거래정지[2]